# Onur Ersin
Onur Ersin (Samsun, 20 de marzo de 1992) es un jugador de balonmano turco que juega de central en el Riihimäki Cocks. Es internacional con la selección de balonmano de Turquía.

## Palmarés

### Beşiktaş JK
- Liga de Turquía de balonmano (3): 2017, 2018, 2019
- Copa de Turquía de balonmano (3): 2017, 2018, 2019
- Supercopa de Turquía de balonmano (3): 2017, 2018, 2019

## Clubes
| Club                      | País      | Año         |
| ------------------------- | --------- | ----------- |
| BB Ankaraspor             | Turquía   | 2009 - 2016 |
| Beşiktaş J. K.            | Turquía   | 2016 - 2020 |
| HC Dobrogea Sud Constanța | Rumania   | 2020        |
| Beşiktaş J. K.            | Turquía   | 2020 - 2021 |
| Riihimäki Cocks           | Finlandia | 2021 - Act. |